# Sostitutivi penali
I sostitutivi penali, nell'ordine giuridico-criminale, sono succedanei (come i beni sostitutivi in economia) alle mancanze di pene adeguate, allo scopo della difesa sociale. Sono nuovi provvedimenti che sostituiscono le lacune del sistema penale allo scopo precipuo di soddisfare, a livello sociale, la necessità dell'ordine.

## La teoria dei sostitutivi penali di Enrico Ferri
Uno dei primi studiosi a teorizzare il concetto alla fine del XIX secolo fu l'avvocato e criminologo Enrico Ferri, appartenente alla scuola positiva criminologica.
Enrico Ferri riteneva che il disagio sociale fosse una delle cause del crimine, tale per cui la prevenzione era un aspetto fondamentale della politica criminale, laddove soprattutto le pene tradizionali fossero state giudicate insufficienti ad impedire la commissione dei reati. Pertanto un'efficace riforma sociale, economica, educativa, indirizzata soprattutto verso le classi sociali più povere del paese, sarebbe stata la forma più idonea a prevenire il crimine ab origine, rispetto di una politica che invece si occupasse solo di prevenire tramite la minaccia di pene detentive e di reprimere il crimine attraverso l'applicazione delle pene detentive medesime. La carcerazione sarebbe dovuta diventare così una forma di prevenzione/repressione secondaria, limitata principalmente ai criminali psichiatrici o più socialmente pericolosi. Quando poi la società fosse diventata equa e basata sul benessere sociale e sulla moralità condivisa, le pene detentive sarebbero diventate inutili in quanto, semplicemente, non ci sarebbero più reati da commettere.
Secondo Ferri, la diminuzione delle carestie avrebbe fatto diminuire le rivolte popolari e i furti; la diminuzione delle tariffe doganali avrebbe scoraggiato il contrabbando; l'equa distribuzione delle tasse diminuisce le frodi fiscali verso lo Stato; una maggiore retribuzione dei funzionali della pubblica amministrazione scoraggerebbe la corruzione e la concussione degli stessi.

## La critica di Antonio Gramsci
Antonio Gramsci, pur condividendo l'idea di base sulla necessità del miglioramento delle condizioni economiche e sociali della popolazione, tuttavia criticò la teoria dei sostitutivi penali, ritenendola una forma di moralismo astratto. Secondo Gramsci, oltre alla prevenzione, lo stato doveva premiare ma anche punire i comportamenti che rispettano o violano i princìpi della vita sociale.

## Attualità della teoria
La teoria dei sostitutivi penali viene utilizzata come esempio nel contrasto all'uso di sostanze stupefacenti: è dimostrato che una politica di prevenzione basata sull'educazione nelle scuole è più efficace rispetto a quella di mera repressione che si limita a punire il fatto già compiuto.